# Gambia ai Giochi della XXXII Olimpiade
Il Gambia ha partecipato ai Giochi della XXXII Olimpiade, che si sono svolti a Tokyo, Giappone, dal 23 luglio al 8 agosto 2021 (inizialmente previsti dal 24 luglio al 9 agosto 2020 ma posticipati per la pandemia di COVID-19) con 4 atleti in 3 discipline.

## Delegazione
| Sport            | Uomini | Donne | Totale |
| ---------------- | ------ | ----- | ------ |
| Atletica leggera | 1      | 1     | 2      |
| Judo             | 1      | -     | 1      |
| Nuoto            | 1      | 1     | 2      |
| Totale           | 3      | 2     | 5      |

## Risultato

### Atletica leggera
Maschile
Eventi su pista e strada
| Atleta        | Evento | Batteria  | Batteria  | Semifinale      | Semifinale      | Finale          | Finale          |
| Atleta        | Evento | Risultato | Posizione | Risultato       | Posizione       | Risultato       | Posizione       |
| ------------- | ------ | --------- | --------- | --------------- | --------------- | --------------- | --------------- |
| Ebrima Camara | 100 m  | 10"33     | 6º        | Non qualificata | Non qualificata | Non qualificata | Non qualificata |

Femminile
Eventi su pista e strada
| Atleta    | Evento | Batteria  | Batteria  | Semifinale | Semifinale | Finale          | Finale          |
| Atleta    | Evento | Risultato | Posizione | Risultato  | Posizione  | Risultato       | Posizione       |
| --------- | ------ | --------- | --------- | ---------- | ---------- | --------------- | --------------- |
| Gina Bass | 100 m  | 11"12     | 4ª q      | 11"16      | 6ª         | Non qualificata | Non qualificata |
| Gina Bass | 200 m  | 22"74     | 2ª Q      | 22"67      | 4ª         | Non qualificata | Non qualificata |

### Judo
| Atleta    | Evento         | Preliminari          | 16-esimi             | Ottavi               | Quarti               | Semifinali           | Ripescaggio          | Finale               | Pos.            |
| Atleta    | Evento         | Avversario Punteggio | Avversario Punteggio | Avversario Punteggio | Avversario Punteggio | Avversario Punteggio | Avversario Punteggio | Avversario Punteggio | Pos.            |
| --------- | -------------- | -------------------- | -------------------- | -------------------- | -------------------- | -------------------- | -------------------- | -------------------- | --------------- |
| Faye Njie | 73 kg maschile | N.D.                 | Makhmadbekov P 00–10 | Non qualificata      | Non qualificata      | Non qualificata      | Non qualificata      | Non qualificata      | Non qualificata |

### Nuoto
| Atleta       | Evento                     | Batterie | Batterie  | Semifinali      | Semifinali      | Finale          | Finale          |
| Atleta       | Evento                     | Tempo    | Posizione | Tempo           | Posizione       | Tempo           | Posizione       |
| ------------ | -------------------------- | -------- | --------- | --------------- | --------------- | --------------- | --------------- |
| Ebrima Buaro | 50 m stile libero maschili | 27"44    | 66º       | Non qualificato | Non qualificato | Non qualificato | Non qualificato |